# Давыдково (Хакасия)
Давыдково (хак. Коллiг Чорба) — деревня в составе Боградского сельсовета Боградского района Республики Хакасия.

## География
Населённый пункт расположен на берегу реки Большая Ерба.

### Внутреннее деление
В деревне есть одна улица — Горная.

## Население
| 2002 | 2010 |
| ---- | ---- |
| 37   | ↗39  |

Деревня находится в категории вымирающих.

## История
Официально Давыдково появилось в 1967 году. В этом году решено объявить прилегающие к Бограду угодья заповедными и на опушке леса были срублены первые дома работников Боградского заповедника.
В 1969 году ещё функционировала мебельная фабрика, но после запрета вырубки леса она переехала в другое село Хакасии.

## География
Деревня расположена в 2 км южнее райцентра села Боград и в 97 км от Абакана.
В 2011 году проходили совещания о присоединении Давыдково к райцентру Боград, но безрезультатно.

## Транспорт
Давыдково находится возле болотистой местности, после дождей дороги размыты, и поэтому деревня остается в изоляции от райцентра Бограда.
в 2000 году селение отключили от теплосети.